# Jan Jakob Floryan
Jan Jakob Floryan (født 1956 i Polen) er en dansk journalist og radiovært, der siden 1984 har været programmedarbejder ved Radioavisen, Danmarks Radio, med Central- og Østeuropa som fagområde.
Floryan har været bosiddende i Danmark siden 1965 og er uddannet som cand.scient.pol. & art. fra Aarhus Universitet. Han var korrespondent i Moskva 1988-93, udstationeret i Warszawa 1994 og korrespondent i Berlin 1996-99. 1993-94 var han ansat i SNU (det nuv. DIIS).
Han er gift med kunsthistoriker, museumsinspektør, ph.d. Margrethe Floryan.